# Evangelische Pfarrkirche Walddorf (Walddorfhäslach)

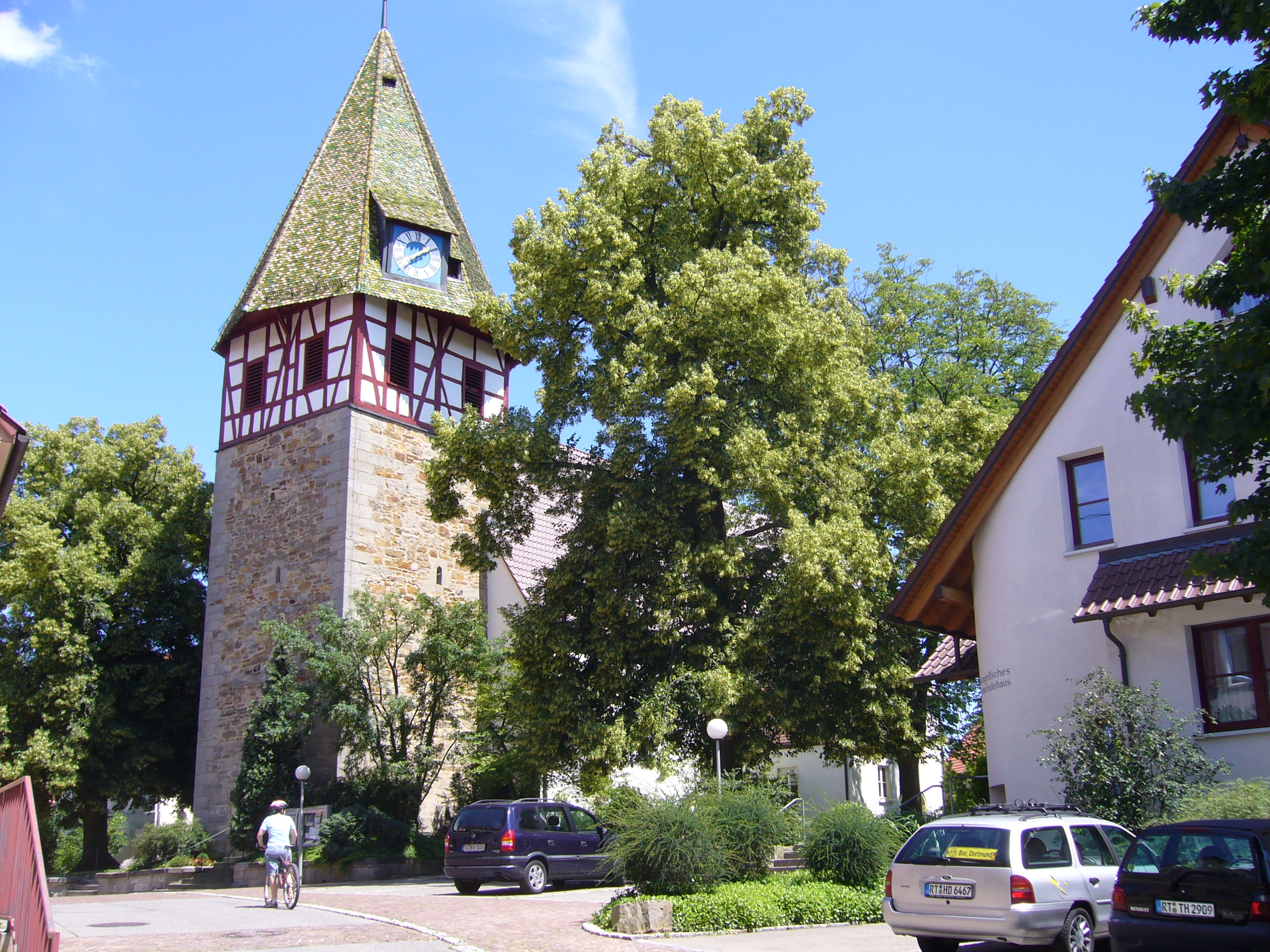
Evangelische Pfarrkirche Walddorf

Die Evangelische Pfarrkirche Walddorf ist ein Kirchengebäude in Walddorfhäslach im evangelischen Kirchenbezirk Tübingen der Evangelischen Landeskirche in Württemberg. Die evangelische Pfarrkirche steht in erhöhter Lage am östlichen Rand des Dorfes, umgeben vom alten Baumbestand des Kirchhofs. Beim Kirchengebäude handelt es sich um einen mehrfach veränderten, in der Substanz des Langhauses spätgotischen Bau (erbaut um 1500, Erweiterung im Jahr 1700) mit älterem Turm (12./13. Jahrhundert). Der steinsichtige Turm mit Fachwerkaufsatz (um 1500) und überstehendem, achtseitigem Zeltdach ist überwiegend mit grün glasierten Dachziegeln (18. Jahrhundert) gedeckt.

## Architektur

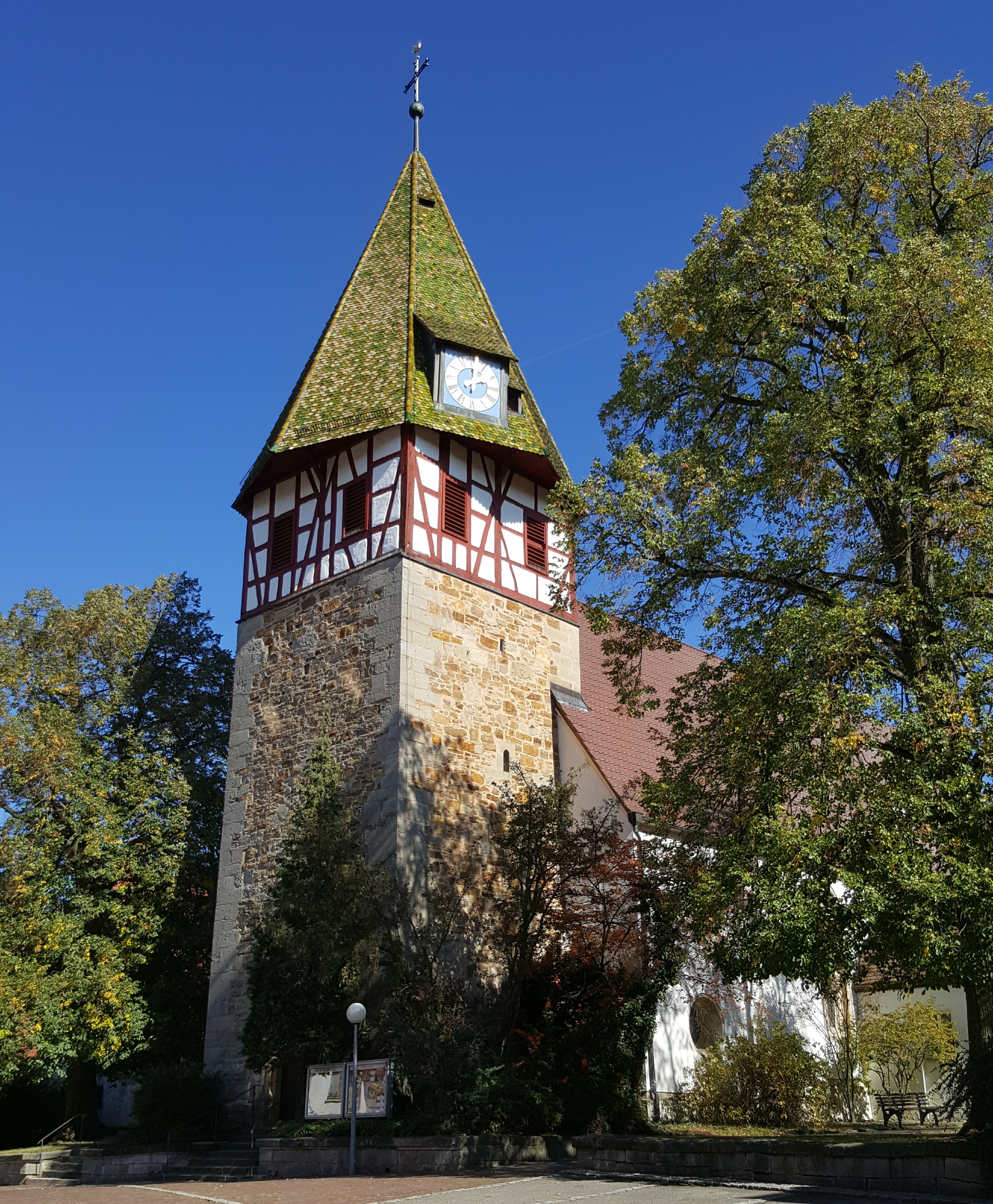
Turm der Pfarrkirche Walddorf

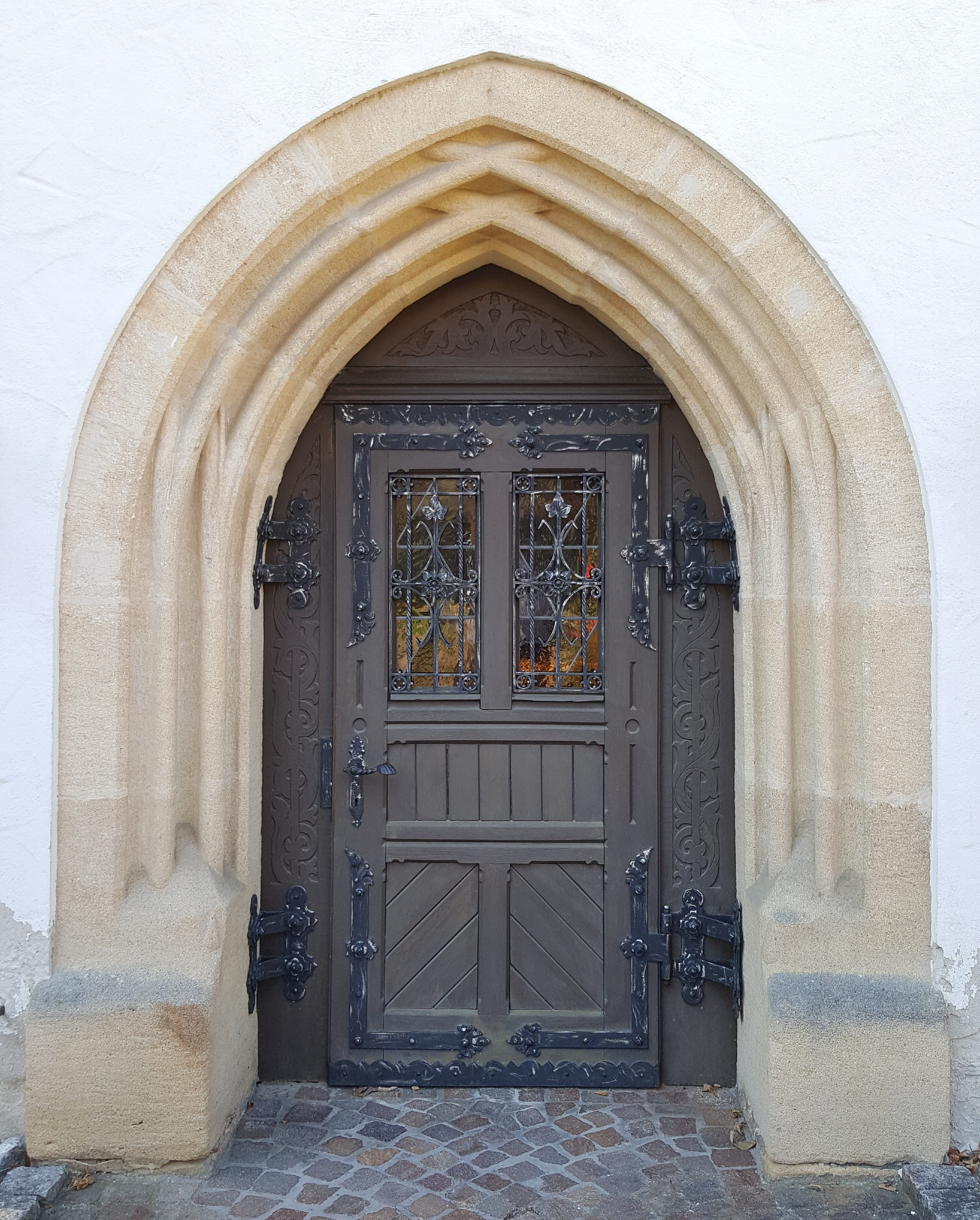
Das etwas schlichtere Portal an der Ostseite

- Turm (Baukörper): Turm der Pfarrkirche Walddorf Das spätgotische Portal von 1500 an der Westseite Das etwas schlichtere Portal an der Ostseite im Westen massiver Turm mit nahezu quadratischem Grundriss. Fast 2 Meter starkes Mauerwerk. Im Erdgeschoss flaches Tonnengewölbe, an der Südwand im Innern rundbogige, romanische Nische, wohl ehemaliges Tabernakel und eine weitere, etwas spätere Nische in der Nordwand. Außermittig (auf Grund der vorhandenen Nischen) kleine, tiefe und schmale gotische Schlitzfenster mit undeutlicher Spitzbogenform an Nord- und Südseite. An der Westseite spätgotisches Spitzbogenportal von 1500, das im Jahr 1700 von der Südseite des Langhauses hierher versetzt wurde. Im ersten Obergeschoss Auflager für ein hohes Tonnengewölbe (war 1867 noch vorhanden), dieses aber herausgebrochen (beim Umbau 1955?). An der Nordseite alter spitzbogiger Einstieg in den Turm, der früher nur mittels Leiter erreicht werden konnte, wohl 13. Jahrhundert. Die 12 cm starke, massive Eichentür (wohl Mitte 17. Jahrhundert) zeigt auf der Außenseite noch Spuren von Beilhieben aus Zeiten früherer Belagerungen. Im zweiten Obergeschoss alemannischer Fachwerkaufsatz mit Verblattungen und Mann-Figur aus der Zeit um 1500. Bis 1938 war der Turm einschließlich des Fachwerkaufsatzes verputzt.

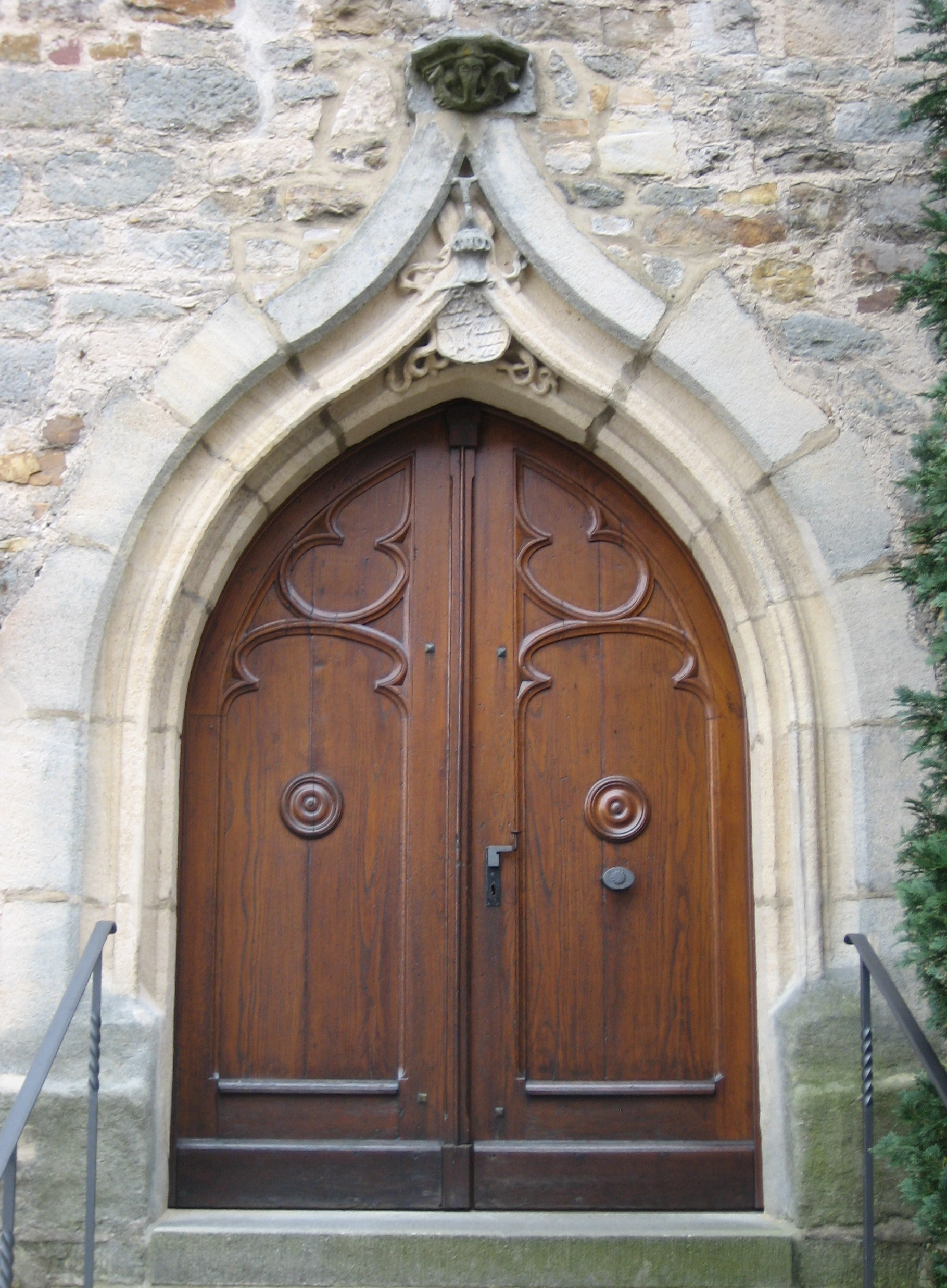
Das spätgotische Portal von 1500 an der Westseite

- Turmdach: sehr hohes, achtseitiges, weit überragendes Zeltdach mit überwiegend grün glasierten Ziegeln. Das Turmdach soll laut Memorabilienbuch 1732 neu hergerichtet worden sein. Bei der Sanierung des Turmdachs im Jahr 2003[1], bei der über 75 % der vorhandenen Dachziegel wiederverwendet wurden, konnten Ziegel mit der Jahreszahl 1743 und den Initialen H * C * Z * M sichergestellt werden. An zwei Dachseiten sind Schleppgauben mit Zifferblättern der Turmuhr angebracht. 1926 wurden die beiden Zifferntafeln erneuert. Statt der bis dahin vorhandenen Zifferntafeln mit römischen Ziffern wurden Tafeln mit arabischen Ziffern angeschafft. Erst seit der Renovierung von 1986 haben die Zifferntafeln der Walddorfer Kirche wieder die ursprünglichen römischen Ziffern.
- Turmkreuz: in der Silvesternacht 1833/34 war das eiserne Turmkreuz einschließlich Kupferkugel und vergoldetem Wetterhahn durch einen Sturm vom Dach gerissen worden. Am 15. Juli 1834 wurde das reparierte Kreuz wieder auf dem Turmdach befestigt. Das Schriftstück (Verfasser: Schultheiß Johann Georg Heim), das von der damaligen Begebenheit berichtet, wurde während der Sanierungsarbeiten 1986[2] in der Kupferkugel gefunden.
- Langhaus/Kirchenschiff: spätgotische Hallenkirche um 1500, im Jahr 1700 Abbruch des Polygonalchors und rechteckige Ost-Verlängerung des Langhauses zu einer Querkirche. Putzbau mit ziegelgedecktem Satteldach und Sakristeianbau (Neuaufbau anstelle der vorhandenen Sakristei 1955/56).
- Altar und Kanzel: Anordnung von Altar und Kanzel seit 1700 in der Mitte der Südwand des Langhauses.
- Emporen: An der Ost-, Nord- und Ostseite umlaufende Emporen, an der Ostseite zweistöckig. Die Emporen sind über zwei Innentreppen und eine Außentreppe erreichbar. An der Westseite war wohl schon vor der Reformation eine Empore vorhanden, zu der außen an der Südseite des Turmes eine Treppe führte. Ab ca. 1685 war die Empore an der Westseite zweistöckig (wann die obere Empore wieder entfernt wurde, ist unklar). Die Emporen an Nord- und Ostseite wurden wohl mit der Erweiterung der Kirche im Jahr 1700 errichtet. 1753/54 wurden an der Nord- und Ostseite weitere Emporen über den vorhandenen Emporen errichtet. Die obere Empore an der Nordseite wurde im Rahmen der Renovierung 1955 entfernt.

## Ausstattung

### Innenausstattung
Rechteckiger Saal mit flacher Holz-Tonnendecke. Im Westen, Norden und Osten umlaufende Emporen auf Holzsäulen, Anfang 18. Jahrhundert. An den Emporenbrüstungen 27 Tafeln mit Darstellungen zur Heilsgeschichte aus dem Alten und Neuen Testament, Öl auf Holz, entstanden 1707, der oder die Maler sind bis heute unbekannt. Handwerklich durchaus sorgfältig und mit Sinn für malerische Wirkung ausgeführt. Die Anlehnung an Stich-Vorlagen (Passionsharmonie der frühen Württembergischen Gesangbücher) ist offensichtlich, einigen Szenen weisen jedoch eine ungewohnte ikonographische Auffassung auf. Der Zyklus von Emporenbildern gehört zu den interessantesten dieser Art in der Gegend. Restaurierung des Bilderzyklus 1955/56 und 1986/87 durch Dr. Ingenhoff, Tübingen. An der Südwand nahezu lebensgroßes Kruzifix mit Leidenswerkzeugen, am Kreuz datiert 1771, der Korpus jedoch noch aus der zweiten Hälfte des 17. Jahrhunderts stammend. Einfache Kanzel, wohl erst 19. Jahrhundert, der steinerne Kanzelfuß 17. Jahrhundert, der Schalldeckel stammt wohl noch aus dem 18. Jahrhundert. Taufstein während der Instandsetzung durch Heinrich Dolmetsch 1900/01 neu beschafft. Der alte, romanische Taufstein, der möglicherweise noch eine Spolie aus der Saalkirche (um 1000) ist, wird im Garten des Pfarrhauses verwahrt. Der Altar wurde im Zuge der Renovierung 1955/56 neu geschaffen. 1897 erwähnt Eduard Paulus noch einen „schön geschnitzten Betstuhl“ aus gotischer Zeit, dessen Rückenlehnen mit Wappen im Renaissancestil bemalt war, der aber schon 1894 in die „Staatssammlung“ nach Stuttgart (das heutige Landesmuseum Württemberg) überstellt worden war. Die Erinnerungstafel an den 1870 im Deutsch-Französischen Krieg gefallenen Walddorfer Johannes Armbruster an der Innenseite der Südwand ist heute nicht mehr sichtbar. Sie befindet sich etwa dort, wo heute das Kruzifix angebracht ist.

### Außenausstattung

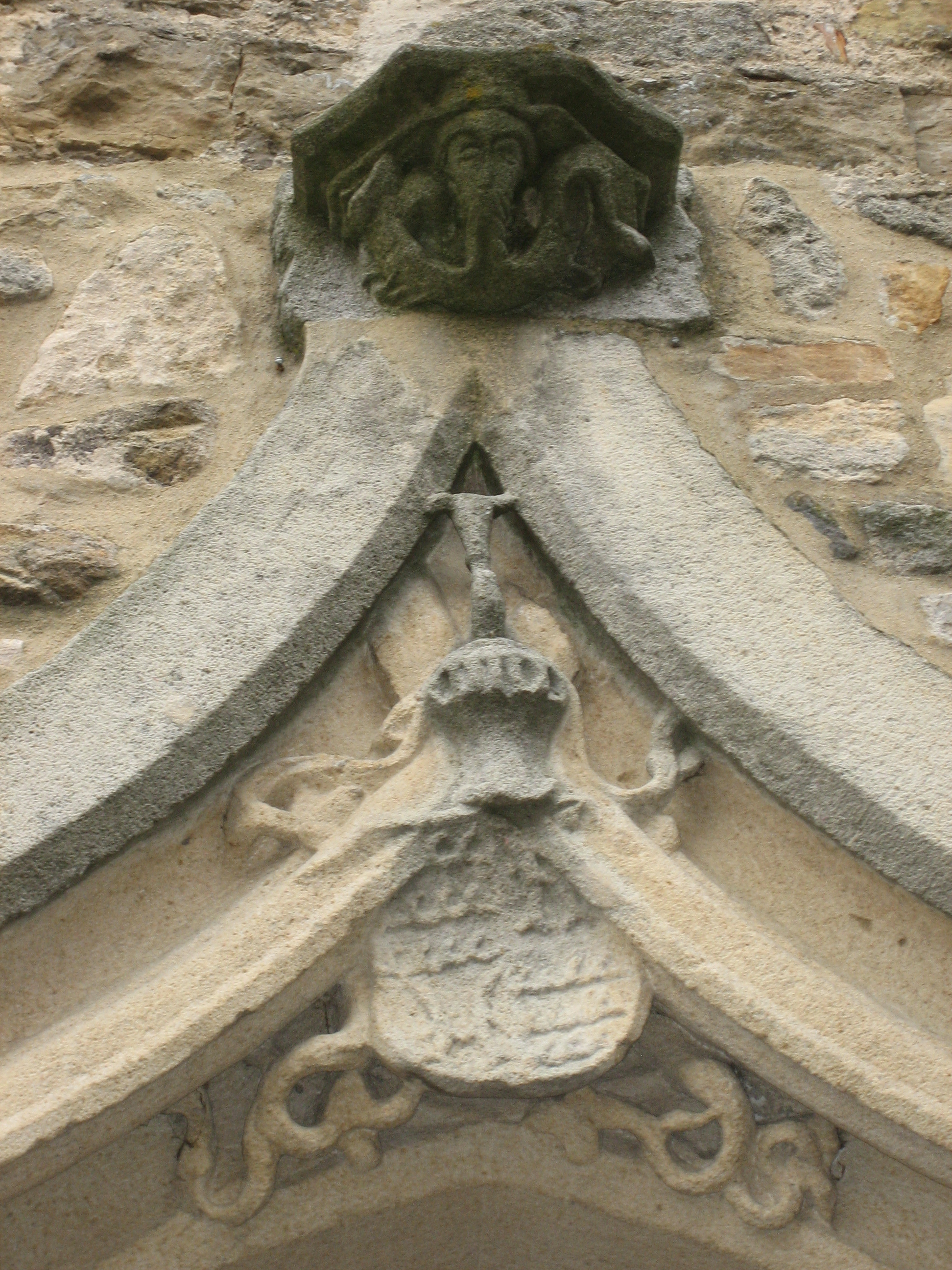
Das württembergische Wappen im Scheitel des Westportals

Rechteckige Saalkirche mit drei spätgotischen Maßwerkfenstern an der Südfassade und je einem früh- und einem spätgotischen Maßwerkfenster an der Nordfassade des Langhauses. Der Ostabschluss ist gerade, ohne eingezogenen Chor. An der Ostfassade drei Fenster mit geradem Sturz, aber spätgotischen Profilen und Mittelstrebe; im Giebel zwei Okkuli. Ungewöhnlich in der Mitte der Ostfassade ein Spitzbogenportal mit einfachem Stabprofil, entstanden um 1500. Dieses Portal wurde beim Umbau des Langhauses im Jahr 1700 von der Nordfassade an die Ostseite versetzt. Tür mit Flachschnitzereien (Bildhauer Carl Spindler, Stuttgart) aus der Renovierungsphase durch Baurat Heinrich Dolmetsch, um 1900. Im Westen massiver quadratischer Turm. Unten und an den Ecken gut behauene Quader, laut Ortsliteratur abgespitzte ehemalige Buckelquader, sonst Bruchsteinmauerwerk. An der Westfassade, im Erdgeschoss des Turmes, schönes, spätgotisches Spitzbogenportal mit Stabwerk und Birnstab, oben im Eselsrücken schließend; im Scheitel württembergisches Wappen – nur Hirschhörner und die Barben von Mömpelgard – darüber ehemals die Jahreszahl 1500. Über dem Portal Konsole mit stark verwittertem Rest einer Skulptur, ein Gesicht mit Spruchband. Dieses Portal befand sich bis zum Umbau des Langhauses im Jahr 1700 an der Südfassade. 

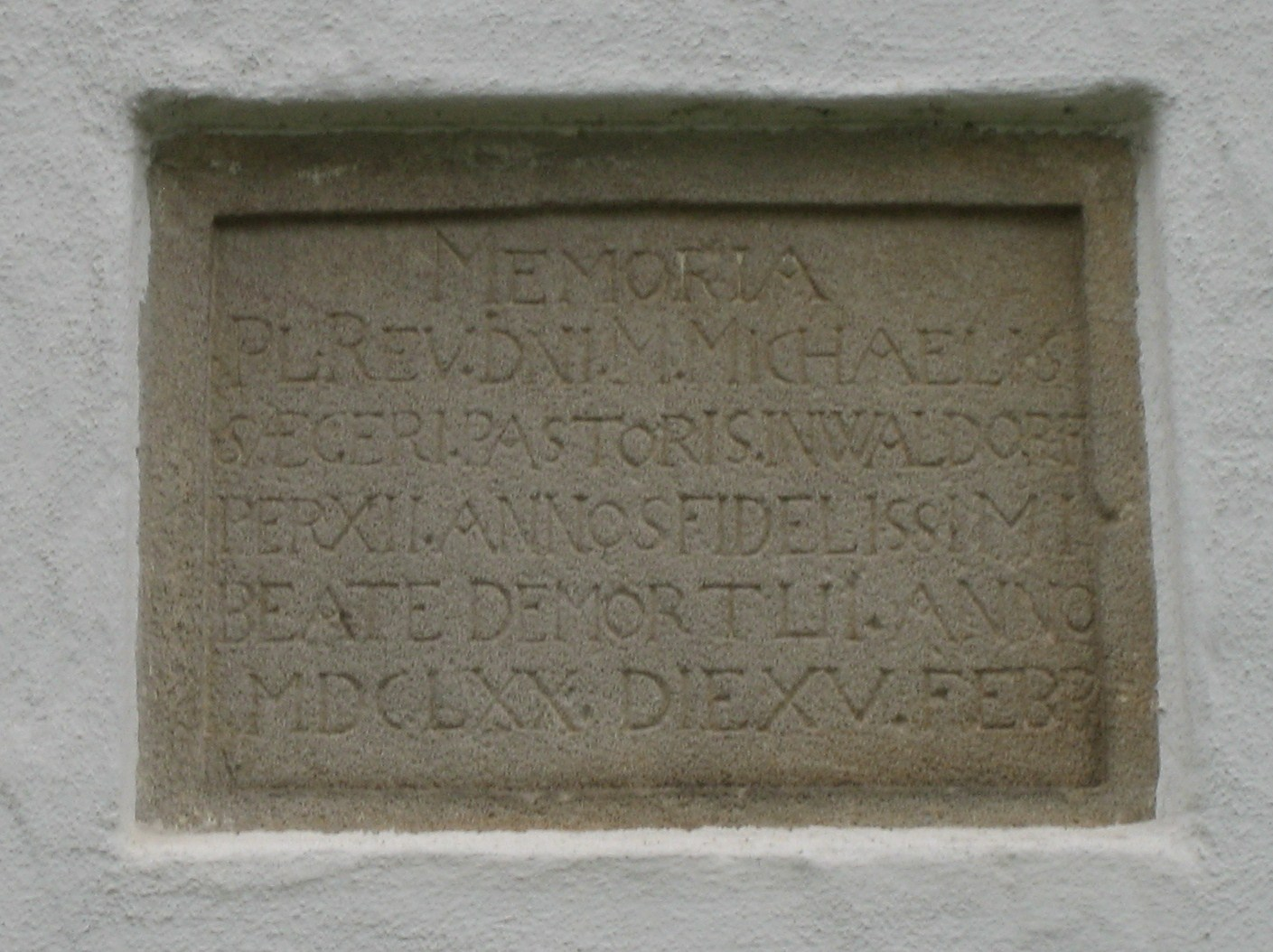
Erinnerungstafel für Pfarrer Seeger von 1670

An der Südwest-Ecke des Langhauses schlichtes Steinepitaph für den Pfarrer Michael Seeger, * 7. Februar 1616 in Tübingen, † 19. Februar 1670 in Walddorf (lt. Eintrag seines Sohnes Vikar Gottlieb Theophil Seeger im Totenregister Walddorf, die Diskrepanz zum Todesdatum auf dem Epitaph kann nicht aufgelöst werden), 1642–1652 Diakonus in Böblingen, 1652–1659 Pfarrer in Derendingen (Tübingen), 1. Mai 1659 bis 1670 Pfarrer in Walddorf. Die Inschrift lautet: „MEMORIA PL. REV. bNi. M. MICHAELIS SÆGERI. PASTORIS. IN WALDORF PER XII. ANNOS FIDELISSIMI BEATE DEMORTÜI. ANNO MDCLXX. DIE XV. FEBR.“
- Die gotischen Maßwerk-Fenster:

| - Frühgotisches Maßwerkfenster an der Nordfassade mit zwei Nonnenköpfen und Vierpass | - Spätgotisches Maßwerkfenster an der Nordfassade mit zwei Nonnenköpfen und Herz | - Spätgotisches Maßwerkfenster an der Südfassade mit zwei Nonnenköpfen und Fischblasen |

| - Spätgotisches Maßwerkfenster an der Südfassade mit zwei Nonnenköpfen und zwei Fischblasen | - Spätgotisches Maßwerkfenster an der Südfassade mit zwei Nonnenköpfen und zwei Fischblasen |

## Orgel
Im Jahr 1693 beschloss der Kirchenkonvent die erstmalige Anschaffung einer Orgel für die Pfarrkirche Walddorf. Um 80 Gulden wurde ein gebrauchtes Instrument von der Gemeinde Laichingen erworben. Die Orgel stand um 1732 auf der unteren Empore an der Ostseite. Die erste Orgel blieb rund 60 Jahre in Gebrauch, bis 1753 eine andere Orgel angeschafft wurde. Die zweite Orgel wurde auf der oberen Empore an der Ostseite aufgestellt und versah 109 Jahre ihren Dienst, bis sie 1862 durch ein neues Instrument ersetzt wurde. Bei der dritten Orgel von 1862 handelte es sich um ein Instrument mit 15 Registern von Carl Gottlieb Weigle. Diese dritte Orgel wurde auf der Empore an der Westseite aufgestellt. Nachdem Holzwurmbefall festgestellt worden war, wurde die Orgel 1955 mit Holzschutzmittel behandelt. Nur wenige Jahre später waren hölzerne Pfeifen und Mechanik aber in einem Zustand, der eine Instandsetzung nicht sinnvoll erscheinen ließ, so dass im Zuge einer umfangreicher Kirchenrenovierung 1969 die Weigle-Orgel durch die derzeit vorhandene Orgel ersetzt wurde. Bei diesem Instrument handelt es sich um eine Orgel mit 23 Registern, hergestellt von der Firma Gebrüder Stehle in Bittelbronn. Für die Anschaffung dieser Orgel mussten rund 70.000 DM aufgebracht werden. Die Orgelweihe fand am 2. März 1969 statt.

## Glocken
Das aktuelle Geläut besteht aus vier Glocken: A, B, C und D
- die kleinste Glocke (D) überstand als einzige Glocke den Ersten und Zweiten Weltkrieg und wurde 1902 gegossen, sie hat einen Durchmesser von 66 cm und trägt die Inschrift „Ein feste Burg ist unser Gott“. Hergestellt wurde die D-Glocke von der Firma Glockengießerei und Feuerwehrgerätefabrik Heinrich Kurtz in Stuttgart. Sie ersetzt eine Vorgängerglocke aus dem Jahr 1778. Während des Ersten Weltkriegs musste die D-Glocke abgeliefert werden, konnte allerdings nach Kriegsende, praktisch unbeschadet, nach Walddorf zurückgeholt werden. Während des Zweiten Weltkriegs verblieb die D-Glocke als Läuteglocke in Walddorf.
- die drei anderen Glocken wurden 1950/51 neu gegossen:
- die große A-Glocke wird „Gott-Vater-Glocke“ genannt, hat als Zeichen AΩ und trägt die Inschrift „Heilig, heilig ist der Herr Zebaoth“. Die Glocke wiegt 700 kg und wurde am 7. Februar 1951 bei Heinrich Kurtz in Stuttgart gegossen. Überführung nach Walddorf am 24. Februar, Aufhängung im Glockenstuhl am 12. März 1951. Die Gott-Vater-Glocke wurde am Palmsonntag, 18. März 1951, geweiht.
- die mittlere B-Glocke wird „Christus-Glocke“ genannt, hat als Zeichen das Christusmonogramm PX und trägt die Inschrift „Von seiner Fülle haben wir alle genommen Gnade um Gnade“. Sie wurde am 11. Januar 1950 bei Heinrich Kurtz in Stuttgart gegossen, am 28. Januar 1950 nach Walddorf überführt und am 5. Februar geweiht.
- die kleinere C-Glocke wird „Heilig-Geist-Glocke“ genannt, hat als Zeichen eine Taube und trägt die Inschrift „Komm, Gott Schutzherr, heiliger Geist“. Sie wurde am 11. Januar 1950 bei Heinrich Kurtz in Stuttgart gegossen, am 28. Januar 1950 nach Walddorf überführt und am 5. Februar geweiht.

Verlorene Glocken:
1695 wurde die große F-Glocke von Johannes Rosier und Mitgliedern der Familie Arnolt, Wandergießern aus Lothringen, gegossen. Sie hatte einen Durchmesser von 1,10 m, wog 845 kg und trug die dreireihige Inschrift: BEATI QUI AUDIUNT VERBUM DEI ET CUSTODIUNT • LUC 1/XI • CONSILIARIO ASSESSORE SUPERIORIS TRIBUBALIS ET PRÆFECTO TUBINGENSI JOHANNE CHRISTOFORO PAPE, DECANO MAG. DANIELE EFFEREN ET PASTOR WALTORF MA. JOHANNE MAJERO ANNO SALUTIS CHRISTO: M.DC.XXXXV., darunter arabisch 1695 (=> MDCXCV). Auf einer Seite befand sich ein Kruzifix, auf drei weiteren Seiten ovale Marken mit den Gießernamen (5 cm hoch und mit Engelköpfen verziert) Nicolaus Arnolt / Johanne Rosier / Johann Arnolt und Stephano Arnolt. Am oberen und unteren Rand trug die Glocke ein Band mit reichen Verzierungen. Die Zwangsablieferung der großen F-Glocke, zur Metallgewinnung während des Ersten Weltkriegs, konnte nur durch den tatkräftigen Einsatz von Pfarrer Heinrich Werner abgewendet werden, da es sich um eine Vermächtnisglocke handelte und ihr durch eine Prüfung im Jahr 1917 ein „Kunstwert“ bescheinigt wurde. Am 25. Februar 1942, während des Zweiten Weltkriegs, wurde die F-Glocke im Auftrag der Reichsstelle für Metalle abgeholt, obwohl sie in die Gruppe B eingestuft worden war. Nach dem Zweiten Weltkrieg hatte man zunächst noch die Hoffnung, dass diese Glocke nicht eingeschmolzen wurde und auf dem Glockenfriedhof Lünen gefunden werden könnte. Die Nachforschungen des Bürgermeisters und dem Glockensachverständigen des Evangelischen Oberkirchenrats (Kirchenrat Schildge, Stuttgart) blieben aber ohne Erfolg. Die Glocke gilt seitdem als verschollen.
1745 wurde die mittlere E-Glocke von Gottlieb Jacob Rechlen in Stuttgart gegossen, sie hatte einen Durchmesser von 88 cm und trug die Inschrift „Aus dem Feuer floß ich – nach Walddorf gehör ich – Gottlieb Jacob Rechlen gos’ mich in Stuttgardt Anno 1745“. Oben an der Krone standen die Namen der Gemeindevertreter: M. Georg Burkhardt Rümelin, Pastor, Joh. Christoph Eberhard Bichler, Vicar. Joh. Georg Wezel, Pret. (Schultheiß), Joh. Georg Gaiser, Paedag. (Schulmeister), Johannes Bauer, curat. Pq. corp. (Kirchenpfleger). Die E-Glocke ging während des Ersten Weltkriegs verloren und wurde 1925 ersetzt. Der neuen E-Glocke von 1925, sie hatte einen Durchmesser von 80 cm und wog 405 kg, sind aber nur wenige Jahre gegönnt, sie musste im Zuge des Zweiten Weltkriegs wieder abgegeben werden.
1778 wurde das Geläut um eine dritte Glocke erweitert. Diese musste 1902 durch die bis heute vorhandene D-Glocke ersetzt werden.
Dr. Paul Keppler erwähnt in „Württemberg’s kirchliche Kunstalterthümer“ von 1888 eine große Glocke von 1652, über die aber sonst keine weiteren Erkenntnisse vorliegen (möglicherweise war hier die Glocke von 1695 gemeint).
Die Oberamtsbeschreibung Tübingen von 1867 erwähnt neben den Glocken von 1745 und 1778 eine große, schön verzierte Glocke von 1625 (höchstwahrscheinlich war auch an dieser Stelle die Glocke von 1695 gemeint).

## Pfarrei
Die Pfarrei Walddorf wird 1275 erstmals urkundlich erwähnt und gehörte bis zur Mitte des 14. Jahrhunderts zum Landkapitel Urach, danach zum Landkapitel Reutlingen. Der Pfarrsprengel umfasste bis 1842 Gniebel (heute Ortsteil der Gemeinde Pliezhausen) und einen Teil (ca. 2/3) von Häslach sowie seit 1499, auf Grund einer Vereinbarung zwischen dem Abt von Bebenhausen und dem Probst von Denkendorf, auch Rübgarten (heute Ortsteil der Gemeinde Pliezhausen). Nach 1842 blieb nur Häslach als Filial. Das Kirchenpatronat war pfalzgräfliches Lehen der Herren von Schlaitdorf und mit dem Besitz des späteren 'Widumhofes' verbunden. Nach der Schenkung des Hofes und seiner Eignung an das Stift Denkendorf inkorporierte sich dieses 1311 die Pfarrei, die 1275 mit 42 Pfund Heller und 1530 mit 140 Gulden jährlich dotiert war. 1534 wurde die Pfarrei unter dem Pfarrer Peter Roth (bis 1546) als eine der ersten des Landkapitels reformiert. 1547 kam sie zum Dekanat Tübingen.

## Geschichte

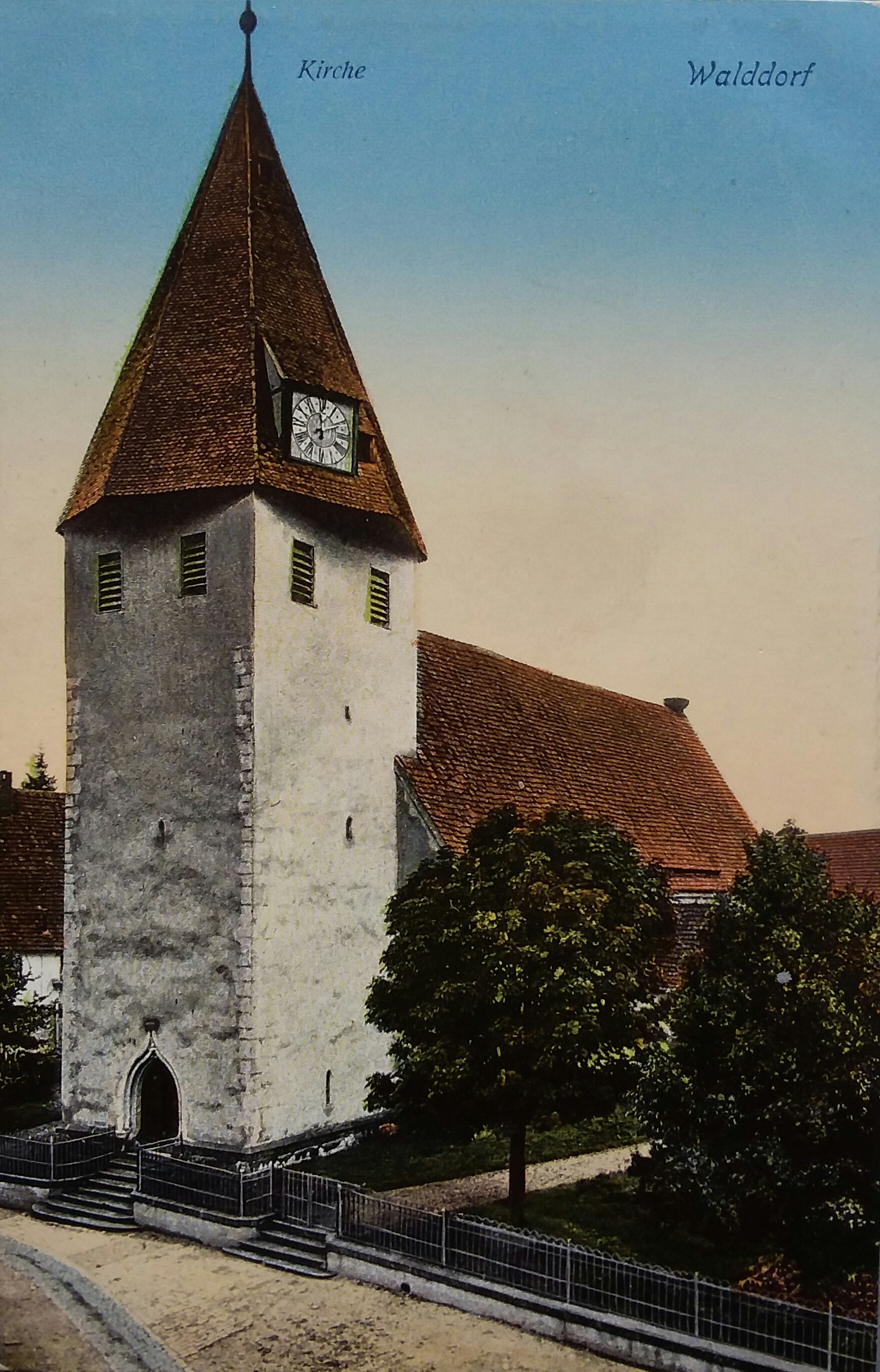
Die Walddorfer Pfarrkirche als Ansichtskartenmotiv um 1910

Bei der Renovierung der Kirche im Frühjahr 1986 konnten weitgehende Erkenntnisse zur baulichen Entwicklung der Walddorfer Pfarrkirche gewonnen werden. Bei der Erneuerung und Verbreiterung eines alten Heizungskanals (von 1955/56) waren im Grabungsprofil im Verlauf der Mittelachse des Langhauses durchschlagene Mauern und verschiedene ältere Fußböden erkennbar. Als ältester Kirchenbau konnte ein kleiner Saalbau mit 8,4 m langem Innenraum erfasst werden, der offensichtlich keine Chorabtrennung aufwies. Die zweischalig aufgebauten Fundamente aus grob behauenen Kalkbruchsteinen geben zu erkennen, dass die Kirche ein Steinbau war. Das Fundament der Westwand war mit 1,1 m etwas stärker als die Ostwand und die Gründung der Nordwand, die 3 m südlich der heutigen Begrenzung der Kirche angetroffen wurde. Ein baulicher Zusammenhang zwischen Saalkirche (um 1000) und dem Turm bestand nicht. Auch ein funktionaler Zusammenhang ist auf Grund fehlender Symmetrieachsen auszuschließen. Die Saalkirche war mit einem Fußboden aus Stampflehm ausgestattet, der auf einer Steinrollierung aufgebracht worden war. Dieser Boden lag als ältester Befund unmittelbar auf dem ungestörten humosen Lehm auf. Beim Ausschachten wurden Keramikscherben geborgen werden, die alle der älteren gelbtonigen Drehscheibenware zuzuordnen sind. Warentyp und Herstellungsart lassen eine Datierung der rekonstruierten Gefäße in das 11. Jahrhundert wahrscheinlich werden. Das Grabenprofil ließ zwei weitere Fußböden erkennen, die über dem Stampflehmboden der ältesten Bauphase liegen. Es waren Kalkestrichböden über einer Steinrollierung. Diese ziehen über die Abbruchkronen der Saalkirchenmauern und grenzen an das Spannfundament zwischen spätgotischen Kirchenschiff und Polygonalchor aus dem Jahr 1500 und sind somit als Bestandteil der spätgotischen Kirche zu deuten. Innerhalb des freigelegten, langgestreckten Polygonalchors waren die Böden nicht vorhanden, das ursprüngliche spätgotische Bodenniveau lag im Chor offensichtlich höher, war aber durch den Abbruch des Polygonalchors und die rechteckige Verlängerung des Langhauses im Jahr 1700 restlos abgetragen worden. Problematisch bleibt die Einordnung des Turms. Er ist älter als das spätgotische Kirchenschiff von 1500, denn die Wände wurden an den Turm angebaut. In der Ortsliteratur wird dieser als Überrest eines Herrensitzes angesprochen. Auf Grund der Bauformen ist er dem 13. Jahrhundert zuzuordnen, doch kann ein höheres Alter nicht ausgeschlossen werden. Die Datierung stützt sich auf Stilmerkmale des Turmeingangs in Höhe des zweiten Geschosses. Die Werksteine der Laibung gehen in eine Bruchsteinmauer über, deren Struktur eine möglicherweise vorgenommene Veränderung des Türbogens nur schwer ablesen lässt. Die Verwendung von Buckelquadern könnte auch auf eine Entstehung der Anlage im 12. Jahrhundert weisen, doch kann diese Frage nach der erfolgten gründlichen Überarbeitung der Quader nicht mehr überprüft werden. Es bleibt festzustellen, dass die Saalkirche und der Turm über einen längeren Zeitraum hinweg gleichzeitig bestanden, ohne dass ein funktionaler Zusammenhang zwischen den 5 m voneinander entfernten Baukörpern bestand. Auf Grund der Befundsituation und unter der Berücksichtigung der topografischen Lage gewinnt die Vermutung, der Turm sei Rest einer Wehranlage, an Wahrscheinlichkeit.
Obwohl die Erweiterung des Langhauses offensichtlich schon im November 1697 bewilligt worden war, berichtet M. Jacob Friedrich Andler, „Specialis des Tübinger Ampts“, erst am 8. Juni 1700: „... ist nun der Kirchenbau zu Waltdorff in Gottes Nahmen wircklich angegriffen worden ...“
Vorangegangen war u. a. ein Bericht (21. Januar 1700) des Walddorfer Pfarrers Johann Majer an Herzog Eberhard Ludwig von Württemberg, wonach „... verfloßner Weyhenacht über 40 und mehr Persohnen zur Anhörung Gottes Worts in dieses enge Kirchlein nicht gelangen konnten und außen stehen bleiben mussten ...“.
Der geistliche Werkbaumeister Johann Ulrich Haimb berichtete am 5. Februar 1700 an den Herzog von Württemberg, dass er auf der Durchreise (nach Schlaitdorf) auf Begehren des Walddorfer Pfarrers dessen Entwürfe für die Erweiterung der Kirche begutachtet habe. Er empfiehlt die Erweiterung der Kirche entsprechend dem ersten der Vorschläge, da „... bezeichnete Kürche ... all zu klein, ... bey dem Langhaus die Stockhmauern zu nieder ...“.
1814 musste die ca. 3,50 m (12 Württembergische Schuh) hohe und ca. 1,25 m (6 Württembergische Schuh) tiefe Kirchhofmauer, die sogar mit einem Dachstuhl versehen war, auf oberamtlichen Befehl abgerissen werden, obwohl sich die Bevölkerung und die Gemeindeverwaltung intensiv widersetzten. Ein Schlussstein vom ehemaligen Kirchhofstor mit der Jahreszahl 1607 und Steinmetzzeichen wurde 1972 noch im Schulgarten aufbewahrt, der zwischenzeitliche Verbleib ist unklar.
1866 wurden beim Abheben der Straße, westlich der Kirche, drei Totenbäume aufgedeckt, aber nicht näher untersucht. Bei dem Fund handelt es sich offenbar um den Rest eines alemannischen Reihengräberfeldes.
1893 und 1986 wurden bei der Erneuerung des Fußbodens im Langhaus alte Gräber aufgedeckt. Es wird davon ausgegangen, dass die niederadlige Familie der Volen von Wildenau ihre Grablege in der Walddorfer Pfarrkirche hatte. So lautet ein Eintrag aus dem Totenbuch von 1620: „Annus Domini MDCXX Riebgartten 15. Juni Anno priori würdt Adamo von Wildenau genannt Voll, zum Riebgartten et Cordula ein Halbiärig Sohn, Georgius Ernest zu Waltdorff in die Kürche begraben.“
In der „Tübinger Chronik“ vom 4. April 1899 heißt, dass der örtliche Uhrmacher Gottlob Luick damit beauftragt wurde, die alte Kirchenuhr durch ein neues, solides Werk zu ersetzen.
Bis zum Jahr 1900 war die Walddorfer Kirche nicht heizbar. Erst im Rahmen der Sanierungsarbeiten durch Baurat Heinrich Dolmetsch wurden zwei Wasseralfinger Öfen aufgestellt. Die Kosten für die Öfen beliefen sich, einschließlich Lieferung, auf 429 Mark und 56 Pfennige.
Aus dem Jahr 1924 wird berichtet, dass das Kirchenschiff neu eingedeckt wurde.
1927 wurden Eisenstreben zwischen den Längsmauern des Kirchenschiffs eingezogen um ein Auseinanderdriften der Nord- und Südmauern zu verhindern. 1955 werden aus gleichem Grund zusätzliche Verstrebungen im Dachstuhl des Langhauses eingebaut.

## Kirchenheilige
Die Kirche war 1497 den Heiligen Ägidius und Verena geweiht; 1696 und später sind jedoch die Heiligen Ottilie und Veronika genannt. In der „Tübinger Chronik“ vom 17. Februar 1934 wird dies folgendermaßen erklärt: am 6. März 1497 verpflichtete sich die Kirchengemeinde Walddorf, die auf der neuen Marienpfründe des Ortes liegenden weltlichen Lasten gegen Zuweisung einer bestimmten Gült auf sich zu nehmen. Diese Verpflichtung übernahmen im Namen der Pfarrei die Kirchenpfleger der Pfarrkirche und diese werden die Pfleger von St. Gilgen und St. Vrenen genannt. Diese beiden Heiligennamen wurden dann in nach-reformatorischer Zeit als die der St. Odilgen (schwäbisch für St. Odilia) und St. Veronika gedeutet. Der Verfasser führt weiter aus, dass aber eigentlich die beiden Bauernheiligen St. Ägidius, französisch St. Gilles und schwäbisch St. Gilg und St. Verena, schwäbisch St. Vrenen die ursprünglichen Kirchenheiligen der Walddorfer Pfarrkirche waren.